# Xavier O'Callaghan
Xavier O'Callaghan Ferrer, född 2 mars 1972 i Vandellòs, Tarragona, är en spansk före detta handbollsspelare (mittnia). Han spelade hela sin karriär för klubben FC Barcelona och gjorde 87 landskamper (140 mål) för Spaniens landslag. Han var med och tog OS-brons 2000 i Sydney.

## Klubbar
- FC Barcelona (1990–2005)